# Región urbana de La Coruña

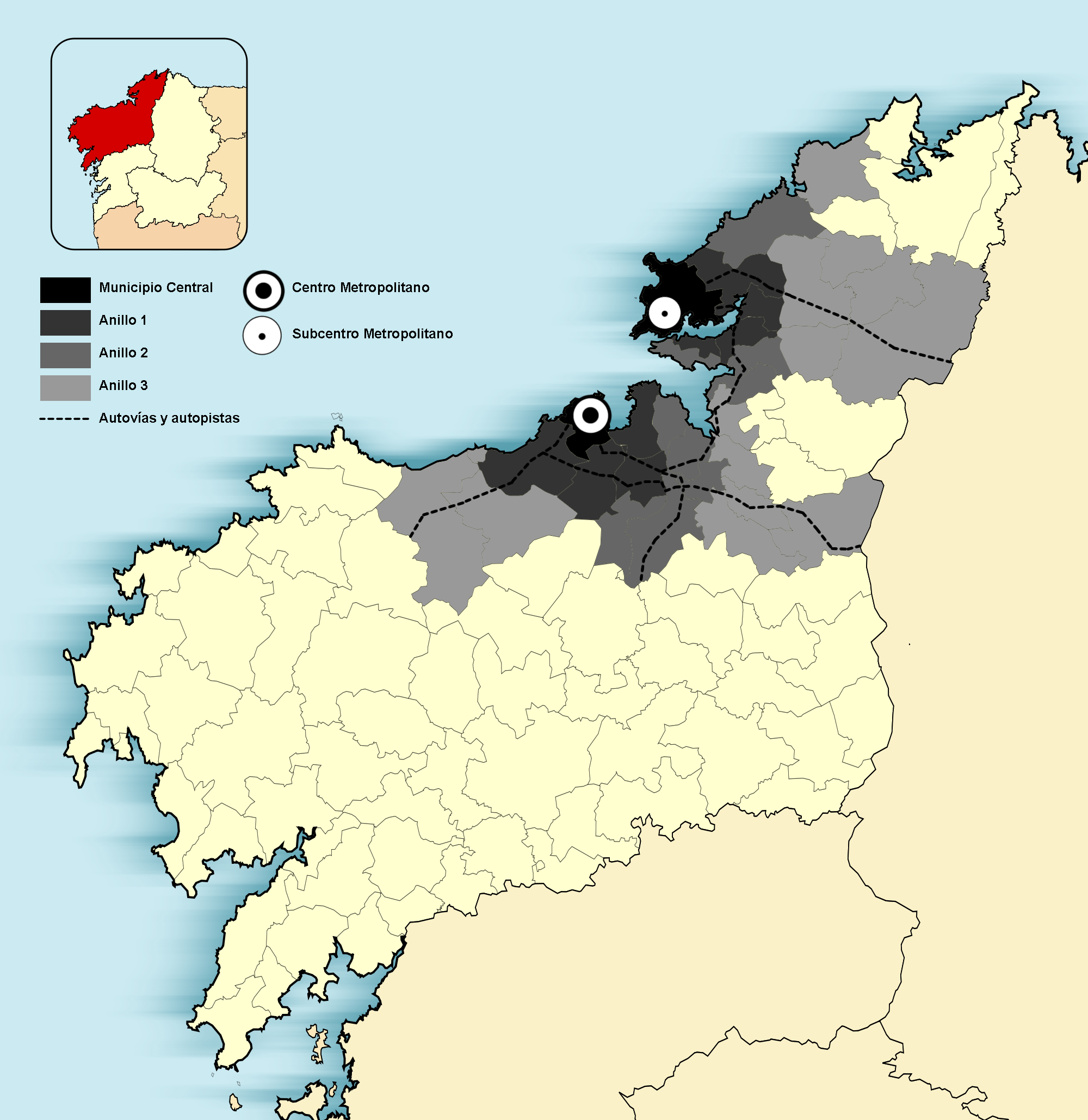
Extensión de la región urbana de La Coruña-Ferrol

La región urbana de La Coruña - Ferrol es una conurbación del norte de Galicia compuesta por 32 municipios en torno al golfo Ártabro y formada por las áreas metropolitanas de La Coruña y Ferrol. Región fue creada con tal nombre por el decreto 19/2011, de 10 de febrero, por el que se aprobaron definitivamente las directrices de ordenación del territorio.
La región urbana La Coruña-Ferrol posee 652.845 habitantes (2022) en 2.054,75 km², lo que significa un 57% de la población provincial en apenas un tercio de su extensión. Además supone el 24% de la población gallega en tan sólo el 7% del territorio de la comunidad autónoma.

## Municipios que forman la región urbana

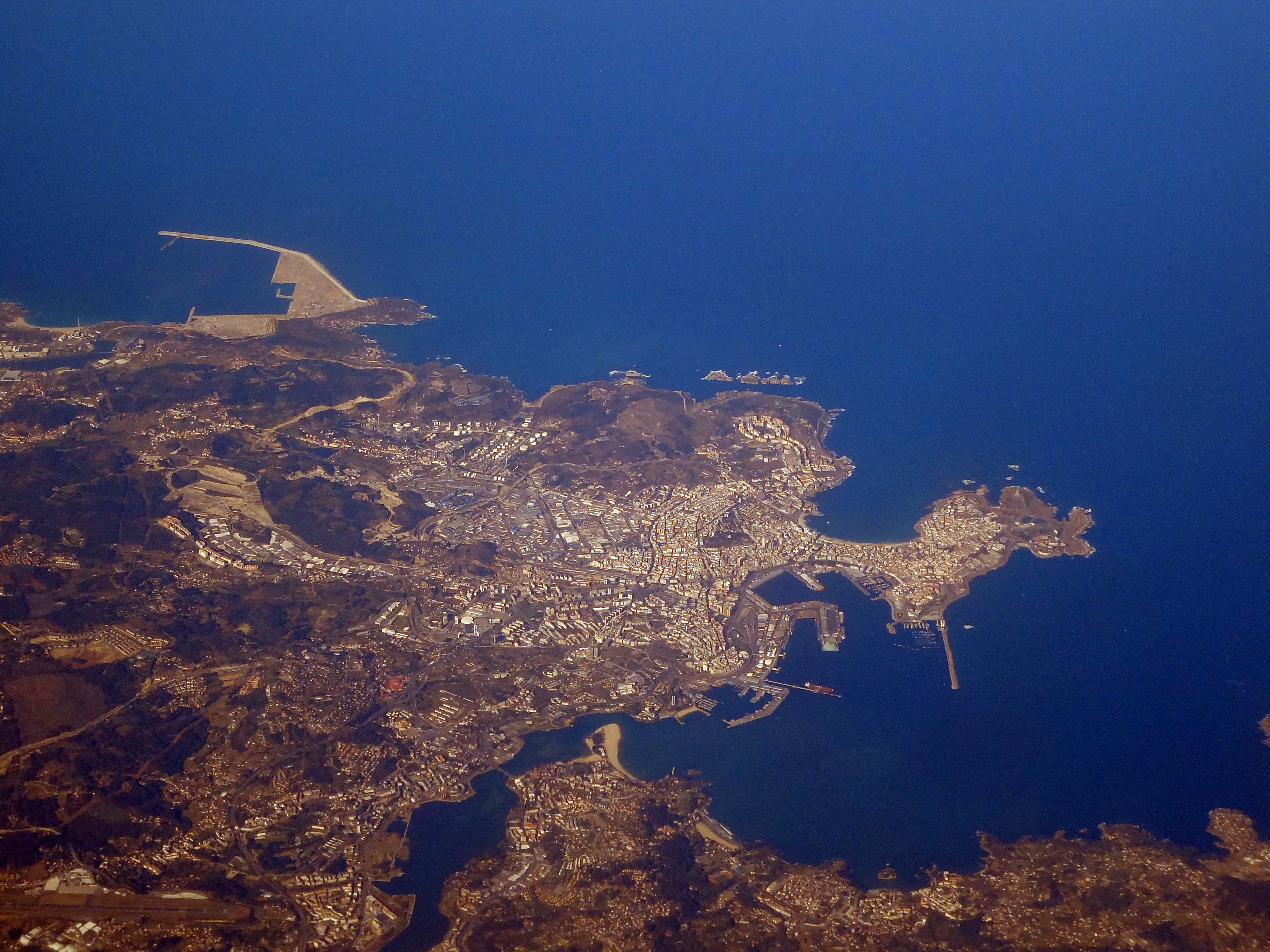
Área metropolitana de La Coruña vista desde el aire (2011).

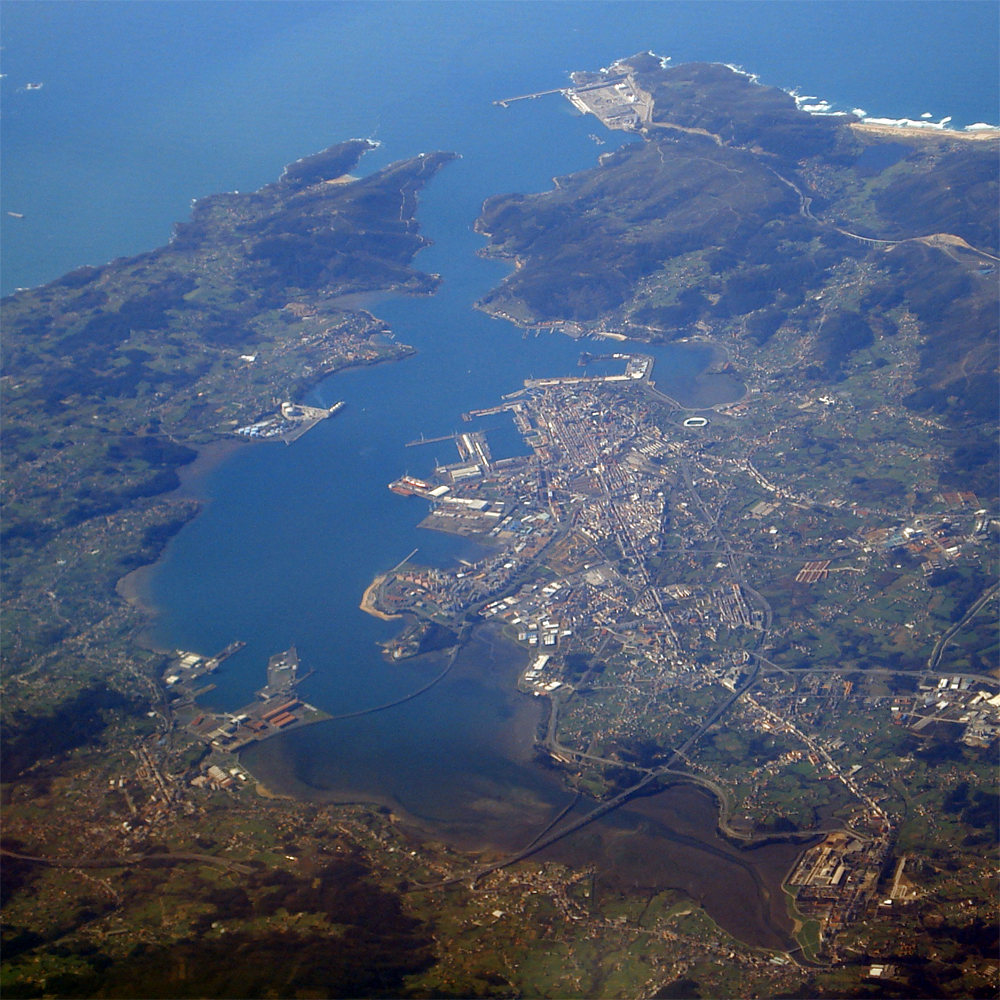
Área metropolitana de Ferrol vista desde el aire (2009).

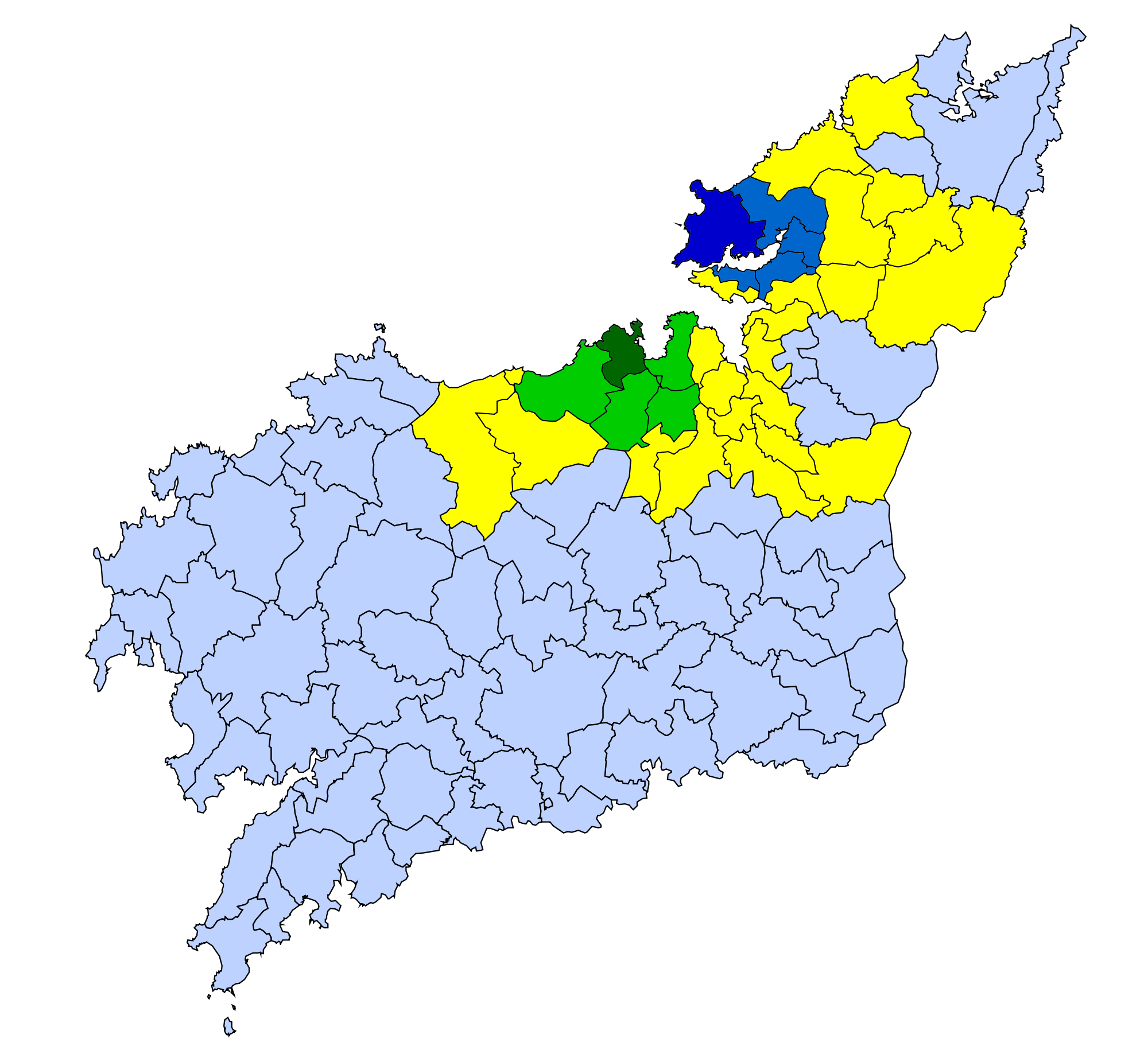
Municipios que forman la conurbación de La Coruña y Ferrol.
La Coruña
Municipios del sub-área de La Coruña
Ferrol
Municipios del sub-área de Ferrol
Resto de municipios

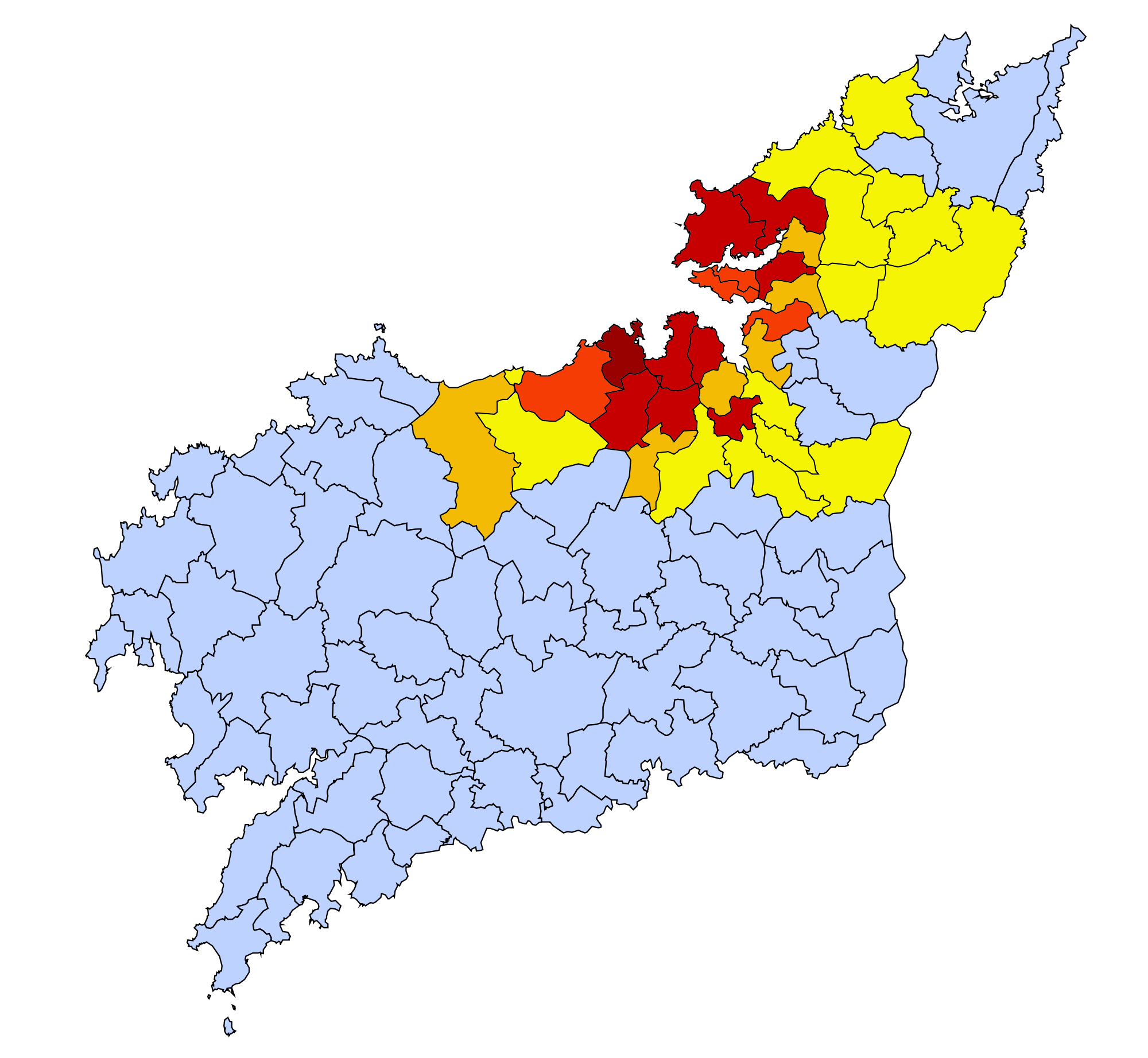
Densidad de población en la "Región Urbana A Coruña - Ferrol".
+1000 hab/km²
1000-450 hab/km²
450-250 hab/km²
250-100 hab/km²
< de 100 hab/km²

### Los 32 municipios de la "Región Urbana La Coruña - Ferrol"
| Municipio                         | Población 2017 (hab.) | Población 2024 (hab.) | Extensión (km²) | Densidad (hab/km²) |
| --------------------------------- | --------------------- | --------------------- | --------------- | ------------------ |
| Subárea metropolitana de A Coruña |                       |                       |                 |                    |
| La Coruña                         | 244.099               | 249.261               | 37,83           | 6.506,63           |
| Oleiros                           | 35.198                | 38.333                | 43,66           | 787,59             |
| Arteijo                           | 31.534                | 34.038                | 93,68           | 327,98             |
| Carballo                          | 31.195                | 31.595                | 186,09          | 168,51             |
| Culleredo                         | 29.982                | 31.085                | 61,73           | 476,53             |
| Cambre                            | 24.348                | 24.781                | 40,74           | 493,75             |
| Sada                              | 15.242                | 17.140                | 27,49           | 542,82             |
| Betanzos                          | 12.941                | 13.261                | 24,19           | 560,77             |
| Laracha                           | 11.281                | 11.603                | 125,95          | 90,25              |
| Bergondo                          | 6.623                 | 6.986                 | 32,72           | 205,13             |
| Carral                            | 6.237                 | 6.775                 | 48,03           | 127,63             |
| Abegondo                          | 5.467                 | 5.578                 | 83,81           | 68,12              |
| Oza - Cesuras                     | 5.133                 | 5.151                 | 72,14           | 44,73              |
| Paderne                           | 2.411                 | 2.387                 | 39,83           | 65,2               |
| Coirós                            | 1.801                 | 1.931                 | 33,87           | 52,11              |
| Aranga                            | 1.935                 | 1.799                 | 119,65          | 17,32              |
| Total                             | 465.426               | 481.704               | 1.071,41        | 441,91             |
| Subárea metropolitana de Ferrol   |                       |                       |                 |                    |
| Ferrol                            | 67.569                | 64.218                | 82,65           | 871,11             |
| Narón                             | 39.280                | 39.285                | 66,91           | 586,43             |
| Fene                              | 13.110                | 12.530                | 26,29           | 524,15             |
| Puentes de García Rodríguez       | 10.324                | 9.782                 | 249,37          | 44,1               |
| Puentedeume                       | 7.937                 | 7.456                 | 29,26           | 284,48             |
| Valdoviño                         | 6.594                 | 6.857                 | 88,22           | 77,73              |
| Cedeira                           | 6.888                 | 6.548                 | 46,20           | 157,01             |
| Miño                              | 5.905                 | 6.946                 | 32,97           | 174,07             |
| Ares                              | 5.658                 | 6.156                 | 18,31           | 318,9              |
| Mugardos                          | 5.303                 | 5.195                 | 12,77           | 427,25             |
| Neda                              | 5.165                 | 4.868                 | 23,68           | 228,97             |
| Cabanas                           | 3.314                 | 3.296                 | 30,32           | 108,81             |
| San Saturnino                     | 2.877                 | 2.733                 | 98,98           | 30,93              |
| Capela                            | 1.274                 | 1.182                 | 58              | 23,72              |
| Moeche                            | 1.230                 | 1.200                 | 48,50           | 28                 |
| Somozas                           | 1.128                 | 1.068                 | 70,91           | 18,04              |
| Total                             | 183.556               | 179.323               | 983,34          | 182,42             |
| TOTAL: A Coruña + Ferrol          |                       |                       |                 |                    |
| TOTAL                             | 648.983               | 661.027               | 2.054,75        | 317,72             |

## Economía
La economía de la región urbana La Coruña - Ferrol está muy diversificada y cuenta con una industria y unos servicios muy especializados. Algunos sectores como la industria textil, la industria naval, alimentaria, energética o siderúrgica destacan en la región urbana. En el municipio de La Coruña se encuentra la planta siderúrgica de Alcoa, al igual que la refinería de petróleo de Repsol, entre otras industrias pesadas. 

De especial trascendencia para el área metropolitana de Ferrol es la industria naval, tanto civil como militar, de muy alto desarrollo y capaz de construir algunos de los mejores portaaviones o fragatas del mundo.

El grupo textil Inditex cuenta en la región con varias plantas de producción. La sede de la multinacional, en el ayuntamiento de Arteijo, es también el hogar del centro logístico de Zara. A su vez, en el municipio ártabro de Narón está radicado el centro logístico de Pull and Bear.